# Havre de pollution

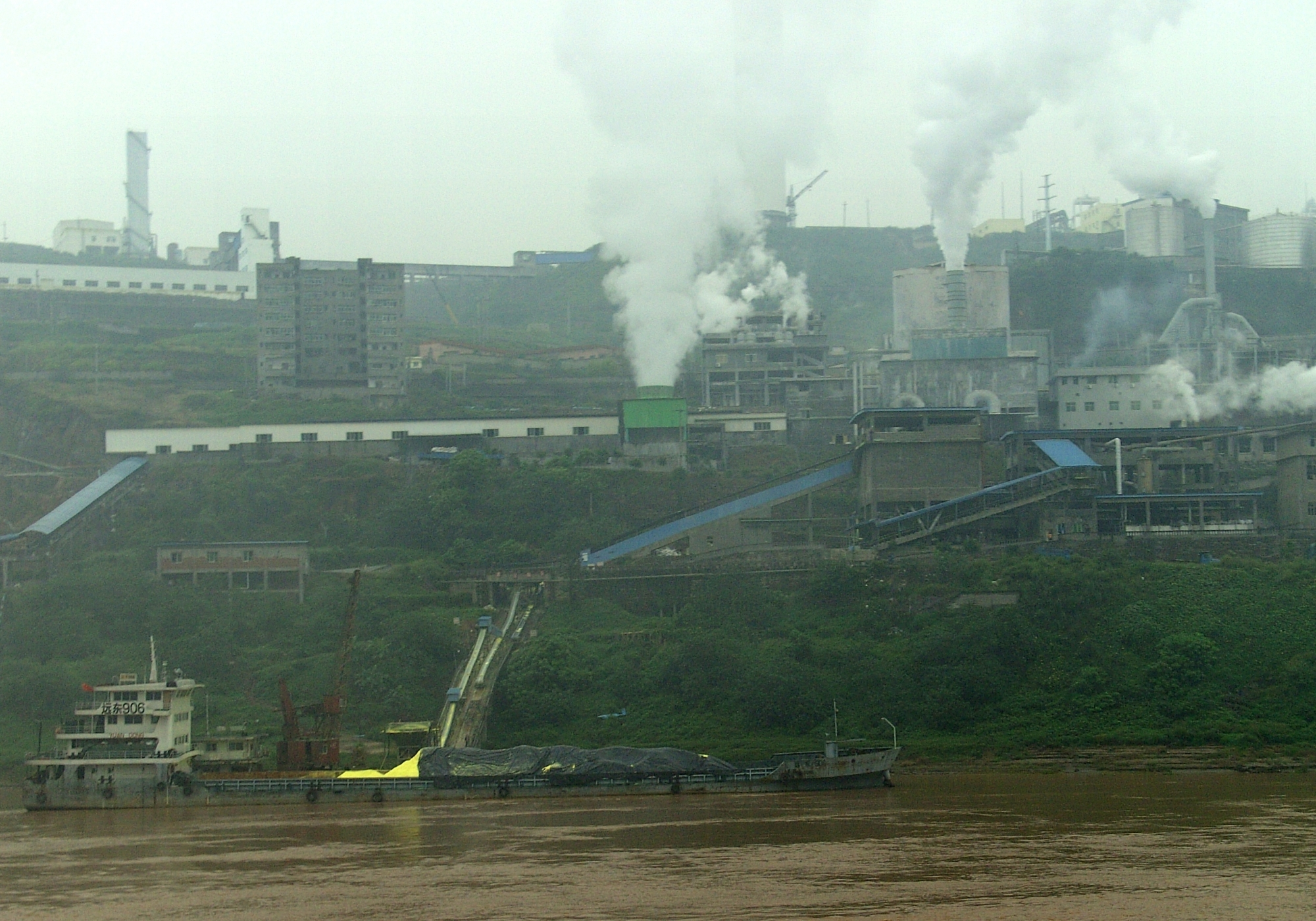
Usine émettant des panaches de fumée, surplombant le Yangtze.

Un havre de pollution est une zone géographique où, hypothétiquement, les conditions politiques et réglementaires sont réunies pour permettre à une nation industrialisée d'y délocaliser bureaux et usines et d'y bénéficier de conditions environnementales moins exigeantes qu'en son propre territoire. Il serait alors considéré comme l'option la moins « coûteuse » en termes de ressources et de travaux à engager pour installer une exploitation industrielle, au prix d'une dégradation de l'environnement.
Les pays en développement aux faibles coûts de main-d’œuvre et de matières premières, et ayant une réglementation environnementale peu exigeante deviennent ainsi des destinations à bon marché pour implanter une activité économique, alors qu'à l'inverse, les États développant une réglementation environnementale plus stricte constituent des zones où s'implanter devient coûteux. Ainsi, les entreprises qui font le choix d'investir à l'étranger peuvent être amenées à porter leur dévolu sur ce type de pays, aux standards environnementaux (en) moins exigeantes et aux contrôles et aux mesures coercitives moins importantes.
La littérature scientifique semble indiquer que l'hypothèse du havre de pollution n'est pas vérifiée empiriquement : l'implémentation de réglementations environnementales dans les pays développés n'engendrent pas de délocalisations vers les pays en voie de développement, au contraire, on constate plutôt une hausse des innovations technologiques afin de répondre aux exigences des nouvelles réglementations,.